# Isola di Pantelleria
Pantelleria (Pantiḍḍarìa in siciliano) è un'isola dell'Italia situata nel Mar Mediterraneo, la più grande tra le isole circumsiciliane. Appartiene amministrativamente all'omonimo comune italiano del libero consorzio comunale di Trapani, Sicilia. Si trova al centro del Canale di Sicilia, a circa 70 km (37 miglia marine) dalle coste della Tunisia e a circa 110 km (60 miglia marine) dalla Sicilia.

## Le caratteristiche geo-morfologiche
È la più grande delle isole satelliti della regione siciliana, con una superficie di 83 km² e di esse è anche la più occidentale.
Il territorio è interamente di origine vulcanica e presenta fenomeni di vulcanismo secondario, prevalentemente acque calde e fumi, che dimostrano il persistere dell'attività. Le eruzioni più recenti risalgono al 1831 e al 1891, sul pendio nordoccidentale, nella parte sommersa dell'isola; l'ultima eruzione nella zona emersa è invece stimata fra i 4000 e i 5000 anni fa. Il rilievo massimo, detto Montagna Grande, è di 836 m sul livello del mare. È presente un piccolo bacino lacustre alimentato da acque termali, detto Specchio di Venere.
Pur non essendo il punto più meridionale d'Italia – primato che appartiene a Lampedusa – Pantelleria è il territorio dello Stato Italiano più vicino all'Africa dalla quale è visibile a occhio nudo nelle giornate terse e da cui dista solo 37 miglia marine (70 km) cioè la distanza in linea d'aria dalla spiaggia Tunisina di Hammam El Ghezaz a Kélibia, 25 Km a sud di Capo Bon.

### Clima
Il clima è caldo ma comunque temperato dai quasi onnipresenti venti marini che soffiano fortissimi e che giustificano l'appellativo di "Figlia del Vento" datole dagli Arabi.

## Aspetto e struttura dell'isola
Pantelleria è un'isola che si caratterizza per la singolarità del suo paesaggio, nel quale agli elementi naturali (tavolieri di colate laviche, cale e faraglioni) si aggiungono tipici manufatti creati dall'uomo per vivere:
- muri a secco (con la funzione di utilizzare il pietrame esistente, bonificando e contenendo il terreno coltivabile e delimitando la proprietà fondiaria),
- i giardini panteschi (tipiche costruzioni cilindriche in muratura di pietra lavica a secco con la duplice funzione di bonificare il terreno dall'eccesso di pietrame e di proteggere gli alberi di agrumi piantati all'interno dal vento e dalla salsedine),
- i dammusi (fabbricati rurali di pietra lavica, cubici, con aperture ad arco a tutto sesto e tetti bianchi a cupola) costruiti in modo da raccogliere l'acqua piovana.

## Flora

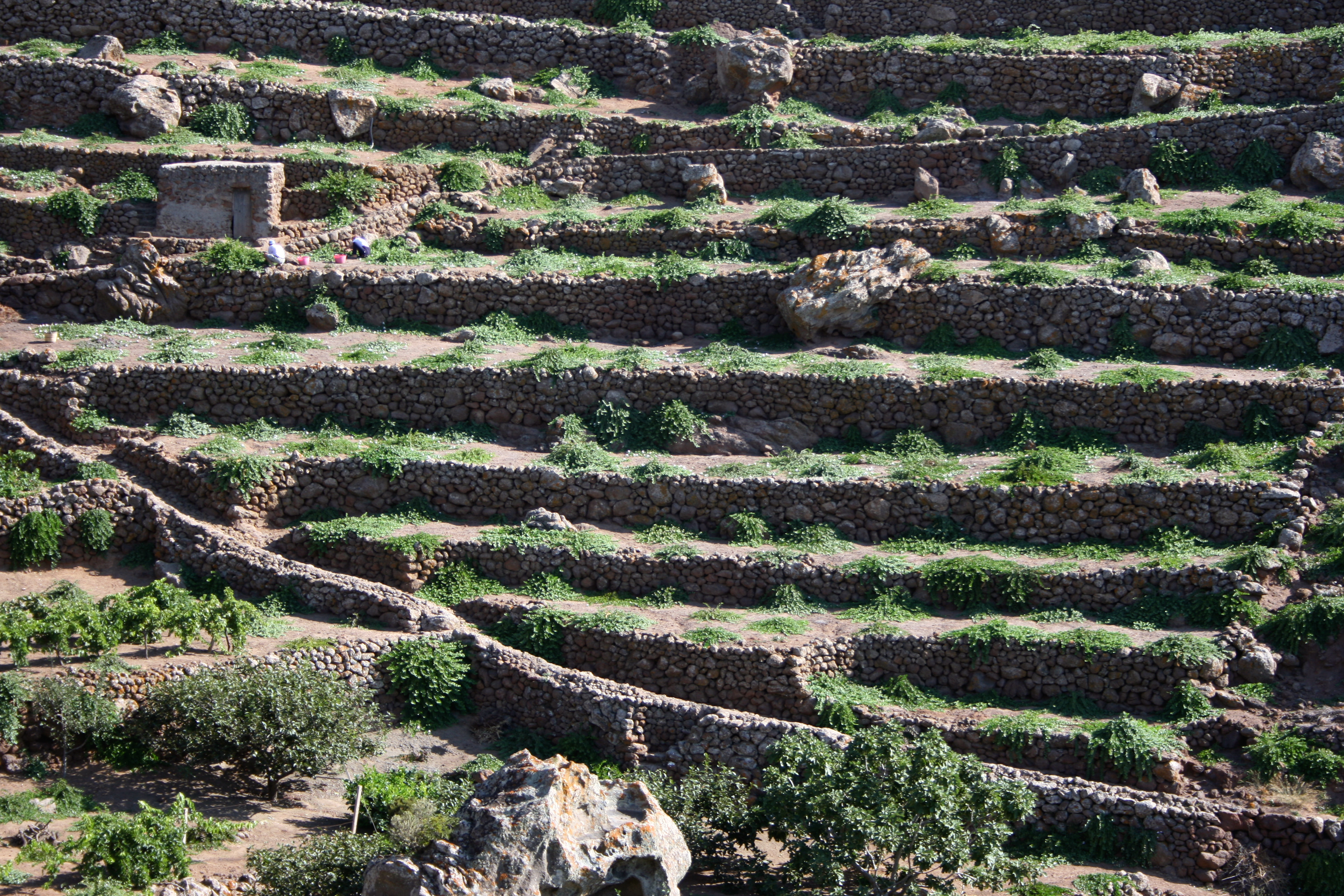
Cappereto a terrazze

La scarsità di acqua che non sia piovana non favorisce lo sviluppo di grandi zone vegetative. Vi cresce spontanea una varietà di cappero detto di Pantelleria, apprezzato e conosciuto dappertutto, che oggi rappresenta anche una delle principali coltivazioni dell'isola. Gli Arabi vi introdussero gli alberi di agrumi coltivati con particolare cura e protetti dai venti. Il terreno vulcanico favorisce la crescita di vitigni particolarmente adatti a produrre vini di buona gradazione; molto conosciuti il Moscato ed il Passito di Pantelleria ottenuto con l'uso del famoso ed esclusivo zibibbo fatto appassire appositamente al sole e protetto dalla salsedine e dall'umidità nei "stinnituri".

## Fauna
La fauna di Pantelleria annovera tra l'altro la presenza di una razza tipica originaria di equidi detta appunto Asino di Pantelleria; fino a poco tempo fa è stato a rischio di estinzione, oggi, grazie ad un'iniziativa mirata dell'Azienda Forestale Demaniale della Regione Siciliana con l'Ispettorato Dipartimentale delle Foreste di Trapani messa in atto presso l'azienda pilota San Matteo di Erice è stato sviluppato il progetto per ricostituire la razza Pantesca in purezza; dalla fine del 2003 vi collabora anche l'Istituto Sperimentale Zootecnico per la Sicilia. Oggi si annoverano più di 50 esemplari. La presenza di tale asino è nota sin dai tempi della dominazione romana dell'isola.
Molto diffuso fino a qualche decennio fa e molto forte, l'asino di Pantelleria riusciva a trasportare carichi pesantissimi lungo i sentieri dell'isola. In passato questa razza rappresentava per l'isola un'importante risorsa e anche i suoi muli erano molto apprezzati anche all'estero.

## La coltivazione della "vite ad alberello" della comunità di Pantelleria"
Il 24 novembre 2014 l'UNESCO ha iscritto la "Pratica agricola tradizionale di coltivare la 'vite ad alberello' della comunità di Pantelleria" nella lista dei patrimoni orali e immateriali dell'umanità riconosciuti.
La pratica tradizionale di coltivare la vite ad alberello è trasmessa da generazioni di viticoltori e agricoltori dell'isola mediterranea di Pantelleria. Circa 5 000 abitanti possiedono un appezzamento di terreno, che coltivano con metodi sostenibili. La tecnica consiste di diverse fasi. Il terreno è preparato per essere livellato e viene scavata una conca per piantare la vite. Il fusto principale della vite viene poi accuratamente potata per produrre sei rami, formando un cespuglio con una disposizione radiale. La cavità è costantemente rimodellata per garantire la crescita della pianta nel giusto microclima.
Le uve da vino vengono raccolte a mano nel corso di un evento rituale a partire dalla fine di luglio. I viticoltori e agricoltori di Pantelleria, uomini e donne, praticano la coltivazione della vite ad alberello in condizioni climatiche difficili. Le conoscenze e le competenze dei coltivatori e professionisti si tramandano nelle famiglie attraverso l'istruzione orale e pratica nel dialetto locale. Inoltre, i rituali e le feste organizzate tra luglio e settembre consentono alla comunità locale di condividere questa pratica sociale. Gli abitanti di Pantelleria continuano a identificarsi con la coltivazione della vite e si sforzano di preservare questa pratica.